# Žluna šedá
Žluna šedá (Picus canus) je středně velký šplhavý pták z čeledi datlovití, který je pozorován i v České republice.

## Taxonomie
Tento druh poprvé popsal Linné ve své publikaci v roce 1758. Od té doby se obecně uvádí 11 poddruhů, i když některé zdroje uvádějí pouze dva, žlunu šedou evropskou (Picus canus canus) a mongolskou (Picus canus jessoensis).
- Picus canus canus
- Picus canus dedemi
- Picus canus guerini
- Picus canus hessei
- Picus canus jessoensis
- Picus canus kogo
- Picus canus robinsoni
- Picus canus sanguiniceps
- Picus canus sobrinus
- Picus canus sordidior
- Picus canus tancolo

## Popis

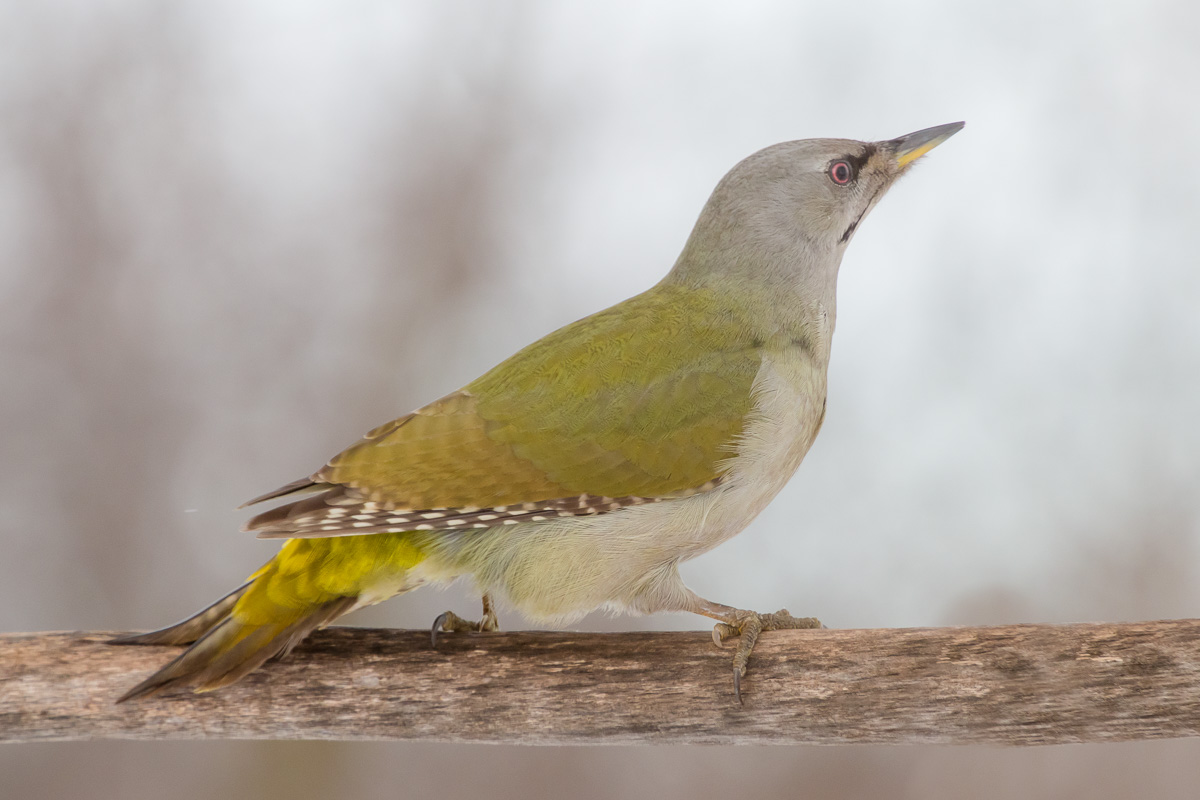
Samice

Podobá se příbuzné žluně zelené (Picus viridis), od níž se liší především tvarem „vousu“ – skvrny táhnoucí se od zobáku pod oko – který je výrazně užší a u samců bez vložené červené skvrny. Dále se liší hlasem, který je méně výbušný, klesající a melancholicky zabarvený.
Samec má zelenošedý hřbet, šedé břicho a hlavu a zelenohnědě žíhané letky i ocasní pera. Na hlavě má malou, červenou čepičku. Samice nemá na hlavě ani stopu po červené. Mladí ptáci mají špinavé zbarvení a u nich lze již určit pohlaví. Žluna šedá je dlouhá 25 cm.
Zajímavostí je, že při přepeřování ocasních per vypadnou stará pera až tehdy, když pod nimi do dostatečné délky nedorostou nová. Žluna tedy má vždy opěrná ocasní pera, a může pořád šplhat. Takto je tomu i u ostatních datlovitých.

## Výskyt a populace
Tento druh žluny se vyskytuje ve většině Evropy, včetně České republiky. Zde hnízdí nepravidelně na celém území okolo 4 000 párů. Obývá taktéž i velkou část střední Asie, především jih této oblasti. Žluna šedá obývá listnaté a smíšené lesy a běžně ji nalezneme v nadmořské výšce do 1 300 m n. m. Vybírá si porosty se starými duby a buky, ale objeví se ve starých ovocných sadech. Má ráda také skupinky stromů na polích a městské parky. I když je menší než žluna zelená, snáší zimy lépe než ona.
Populace žluny šedé je velká a za poslední léta u ní nezjišťujeme žádný veliký úbytek. I proto se žluna šedá řadí dle IUCN mezi málo dotčené, tedy nechráněné, druhy.

## Hnízdění

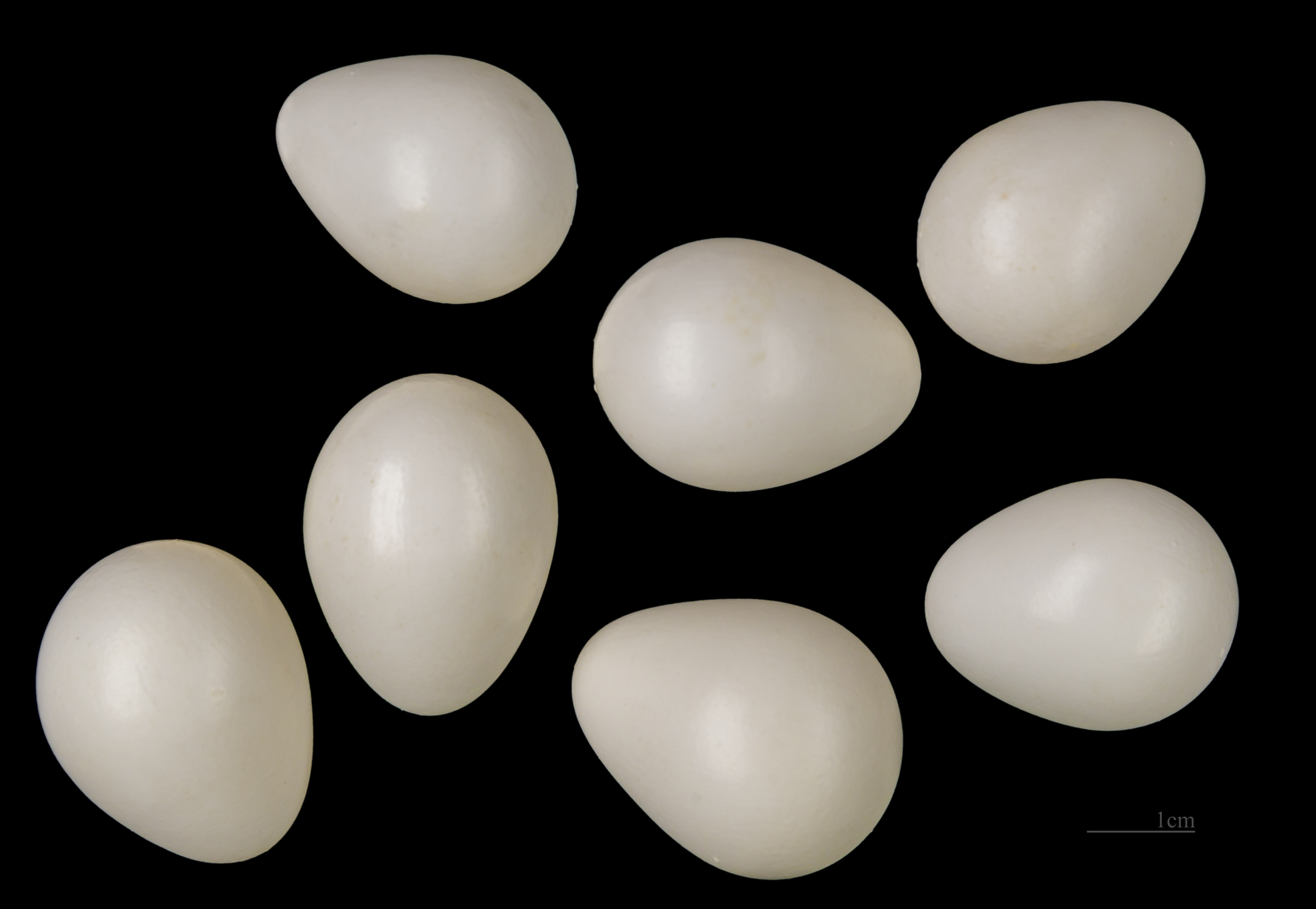
Vajíčka žluny šedé

Bubnování, kterým se ozývá častěji než žluna zelená, trvá 2 sekundy. V dubnu se samec snaží přimět samici k paření tím, že ji vytrvale pronásleduje mezi stromy. Dutinu vytesávají v listnatých stromech s nahnilým středem oba budoucí rodiče. Dutina je umístěna 3 až 5 m vysoko. Samice snáší poměrně velkou snůšku: 7–10 čistě bílých vajec. Střídavě je zahřívají oba rodiče. Inkubace trvá 17 až 18 dní. Mláďata se líhnou holá a slepá. Oba rodiče krmí mladé natrávenou potravou z jícnu. Mladí ptáci při škemrání vydávají zvláštní zvuky zpočátku připomínající bzučení sršňů. V první třetině července opouštějí mladí ptáci dutinu, ale rodiče je po určitý čas vodí a krmí.

## Potrava
Na východě svého areálu hledá potravu spíše na zemi, v Česku jak na zemi, tak na stromech. Živí se hlavně mravenci a jejich kuklami a larvami, ale i jiným hmyzem. Sbírá také semena, bobule a ovoce.